# Brodiaea nana
Brodiaea nana ist eine Pflanzenart aus der Gattung Brodiaea in der Familie der Spargelgewächse (Asparagaceae). Dieser Endemit kommt nur im westlichen US-Bundesstaat Kalifornien vor.

## Beschreibung

### Vegetative Merkmale
Brodiaea nana wächst als ausdauernde krautige Pflanze. Als Überdauerungsorgane werden Pflanzenknollen gebildet. Je Knolle werden während der Vegetationszeit ein bis sechs schmale Laubblätter produziert.

### Generative Merkmale
Die Blütezeit liegt in Kalifornien im Frühling von April bis Mai. Der schlanke Blütenstandsschaft ist nur 2 bis 10 Zentimeter lang. Endständig auf dem Blütenstandsschaft befindet sich ein offener, doldiger Blütenstand. Die Tragblätter hüllen auch, während der Blütenstand noch knospig ist, diesen nicht vollständig ein. Es sind auch Deckblätter vorhanden. Der Blütenstiel ist bis zu 4 Zentimeter lang.
Die zwittrigen Blüten sind radiärsymmetrisch und dreizählig. Es sind zwei Kreise mit je drei Blütenhüllblättern vorhanden, die an ihrer Basis verwachsen sind. Die drei äußeren Blütenhüllblätter sind mit einer Breite von 3 bis 5 Millimetern etwas schmaler als die inneren drei, die 4 bis 7 Millimeter breit sind. Die sechs violetten Blütenhüllblätter sind zu einer bei einer Länge von 6 bis 9 Millimetern krugförmigen, undurchsichtigen Blütenröhre verwachsen, die sich oberhalb des Fruchtknotens etwas verengt und auch bis zur Fruchtreife nicht aufspringt. Die Blütenkrone ist insgesamt 16,5 bis 26 Millimeter lang und der freie Teil der Blütenhüllblätter ist meist mehr als doppelt so lang wie die Blütenröhre. Der freie Teil der Blütenhüllblätter ist bei einer Länge von 10,5 bis 18 Millimetern ausgebreitet. Bei Brodiaea nana befinden sich innerhalb der Blütenhüllblätter und mit diesen verwachsen drei sterile Staubblätter, also Staminodien, die kleinen Kronblättern ähneln und jeweils den äußeren Blütenhüllblättern gegenüber stehen. Bei den nahe der Staubblätter befindlichen, weißen und 6 bis 8,5 Millimetern breiten Staminodien sind die Ränder bei der Mitte ihrer Länge zur Hälfte nach oben eingerollt und das obere Ende ist gekerbt. Die drei fertilen Staubblätter befinden sich gegenüber den inneren Blütenhüllblättern und sind gleichfalls an der Basis der Blütenhülle verwachsen. Die Basis der nur 1 bis 2 Millimeter langen Staubfäden ist schmal-geflügelt, besitzt aber keine Anhängsel. Die Größe und Form der Staubblätter und der Strukturen an der Basis der Staubfäden sind wichtige Bestimmungsmerkmale für die Brodiaea-Arten. Die 3 bis 5 Millimeter langen Staubbeutel besitzen unterseits erhabene gerundete Papillae. Drei Fruchtblätter sind zu einem 2,5 bis 4,5 Millimeter langen, dreikämmerigen Fruchtknoten verwachsen. Der 4 bis 6,5 Millimeter lange Griffel endet in einer dreilappigen Narbe.
Die eiförmigen Kapselfrüchte öffnen sich fachspaltig = lokulizid. Die Samen sind schwarz.

### Chromosomensatz
Die Chromosomengrundzahl beträgt x = 6; es liegt Diploidie mit einer Chromosomenzahl von 2n = 12 vor.

## Vorkommen
Brodiaea nana kommt im zentralen Kalifornien vor. Die Auswertung von Herbarmaterial ergab 2006, dass Brodiaea nana von Merced County bis Chico, in Butte County vorkommt. Hinzu kommen mehrere disjunkte Fundorte über Vulkangestein, die an Payne’s Creek sowie Battle Creek angrenzen und im nördlichen Tehama County sowie südlichen Shasta County.
Sie gedeiht am Rand episodischer, ephemerer Stillgewässer in dünnen Bodenschichten über dem Grundgestein in Höhenlagen von 10 bis 410 Metern.

## Systematik

### Taxonomie
Die Erstbeschreibung von Brodiaea nana erfolgte 1936 durch Robert Francis Hoover in Leaflets of Western Botany, Volume 1, Issue 19, Seiten 225–226. Lange Zeit galt dieses Taxon als Synonym von Brodiaea minor oder als Varietät Brodiaea minor var. nana (Hoover) Hoover in American Midland Naturalist, Volume 22, Issue 3, 1939, Seite 566. Niehaus 1971 trennte die Populationen der drei Arten Brodiaea minor (Benth.) S.Watson, Brodiaea purdyi Eastwood und Brodiaea nana Hoover wohl nicht richtig. Deshalb wurde durch Robert E. Preston 2006 Brodiaea nana Hoover reaktiviert.

### Begründung für die Eigenständigkeit der ArtenBrodiaea nanaundBrodiaea minor
Morphologische Analysen zeigen, dass Brodiaea nana eine eigene Art und keine Unterart von Brodiaea minor ist. Auch cytologische Untersuchungen zeigen, dass Brodiaea nana Artrang hat. Die Erstbeschreibung durch Hoover 1936 erfolgte auf Artrang, 1939 reduzierte er den Rang zu einer Varietät von Brodiaea minor, da er in Sacramento County intermediäre Formen zwischen Brodiaea minor und Brodiaea nana fand, ohne dabei zu erwähnen, welche Pflanzenteile intermediär waren. Die Bandbreite der Messungen aller Blütenteile überlappen sich, aber im Mittel sind alle Blütenteile bei Brodiaea nana kleiner als bei Brodiaea minor. Bemerkenswert ist, dass bei Brodiaea nana die Formen der Staminodien, Staubblätter und Stempel sich durchgängig unterscheiden von Brodiaea minor. Bei Brodiaea-Arten sind traditionell diese Blütenmerkmale die wichtigsten Bestimmungsmerkmale und Begründung für die Unterscheidung der Arten.

### Verwandtschaftsverhältnisse derBrodiaea-Arten
Die Verwandtschaftsverhältnisse der Brodiaea-Arten, besonders zwischen Brodiaea pallida, Brodiaea minor und Brodiaea nana bleiben auch 2006 noch unklar. Die Entstehung der unterschiedlichen Ploidiegrade der verwandten Arten ist 2006 noch unklar.
Eine Gruppe verwandter Arten, vielleicht im Rang einer Sektion, bilden Brodiaea stellaris, Brodiaea insignis, Brodiaea pallida, Brodiaea minor und Brodiaea nana. Brodiaea pallida und Brodiaea nana sind bei einer Chromosomengrundzahl von x = 6 diploid und sind in ihrer Flavonoid-Chemie ähnlich, auch ihre Blütenmorphologie ist ähnlich. Die Areale von Brodiaea pallida und Brodiaea nana überlappen sich.